# Der Färber und sein Zwillingsbruder
Der Färber und sein Zwillingsbruder ist eine Posse mit Gesang in drei Acten von Johann Nestroy. Das Stück entstand 1840 und wurde am 15. Jänner desselben Jahres „zum Vorteile Nestroys“ im Leopoldstädter Theater in Wien erstmals aufgeführt.

## Inhalt
Während der Sergeant Hermann im Kreise der Kameraden mit seiner Abenteuerlust renommiert, bringt es sein schüchterner Bruder Kilian nicht über die Lippen, seiner Roserl einen Heiratsantrag zu machen. Erst das Eintreffen der Gäste zwingt ihn zum Reden, doch in dem Moment kommt Sturm, Hermanns Diener, und bittet Kilian, seinen Bruder von jenseits der Grenze zu holen, weil sich dieser bei einem Liebesabenteuer mit Cordelia verspätet hat. Es drohe ihm Degradierung oder sogar die Exekution, wenn er nicht zum Appell erscheint. Aber Kilian kehrt unverrichteter Dinge von Löwenschlucht zurück, da dieser ihn mit Hermann verwechselt und die Hunde auf ihn gehetzt hatte. Die anderen Sergeanten glauben, als sie ihn sehen, Hermann sei zurückgekehrt und ehe er das Missverständnis aufklären kann, ist er schon in die Uniform gesteckt.
„Du hättest den Scherz bald zu weit getrieben! […] Nur geschwind dem Commandanten die Meldung gemacht!“ (II. Act, 7te Scene)
Löwenschlucht hat Hermanns Spur entdeckt und will sich mit ihm duellieren. Kilian wird wegen seiner Dienstwidrigkeit in den Arrest gesteckt, doch noch ehe er sich freuen kann, dem Duell und dem Kampf mit den Schmugglern zu entgehen, bitten ihn die Kameraden bei Dornberg los. Verzweifelt klagt er Roserl:
„Oh ihr seyds die Kugeln schon gewöhnt; aber unsereins; Ich werd plessiert, Roserl, ich weiß es gewiß, ich werd im Rücken plessiert.“ (II. Act, 18te Scene)
Er muss in das Gefecht ziehen, wo sein Pferd mit ihm durchgeht und er deshalb mitten in die Schmugglerbande hineingaloppiert. Wegen dieser Tapferkeit soll er befördert werden und wird auf das Schloss des Marquis Saintville kommandiert.
Kilian erfährt von Dornberg seine Ernennung zum Offizier und gleichzeitig, dass er einen sehr gefährlichen Posten übernehmen soll. Löwenschlucht will ihn unbedingt mit Cordelia vermählen, ein Aufschub des Einsatzes wird abgelehnt und Kilian soll stante pede Cordelia heiraten. Im letzten Moment erscheint Hermann und springt für seinen Bruder ein. Roserl und Kilian sind glücklich, nur der in Cordelia verliebte Peter ist verzweifelt:
„Ich will jetzt trinken, trinken bis ich umfall vor Rausch, das allein kann mich aufrecht erhalten.“ (III. Act, 25ste Scene)

## Werksgeschichte
Auf dem Theaterzettel der Uraufführung war zu lesen: „Die Handlung ist einem französischen Originale nachgebildet“. Damit war die Oper Le brasseur de Preston („Der Bierbrauer von Preston“) von Adolphe Adam gemeint, deren Libretto Adolphe de Leuven und Léon-Lévy Brunswick schrieben. Diese Oper wurde zum ersten Mal in der Opéra-Comique von Paris am 3. Oktober 1838 aufgeführt. Das historisch-romantische Milieu der Geschichte von Bonnie Prince Charlies Invasion in Schottland wurde von Nestroy durch ein modern-bürgerliches ersetzt, aus dem Krieg wurde die Jagd von Grenzgendarmen auf eine Schmugglerbande und die Charaktere der Hauptpersonen sind ebenfalls stark verändert. Der reiche Brauer Daniel Robinson wurde zum Färber Kilian Blau, sein Bruder, ein schneidiger Lieutenant, zum Sergeanten der Gendarmerie. Neu war die Person des Bedienten Peter, der in Cordelia verliebt ist. Die Sprachmelodie des Textes hatte praktisch keinerlei Ähnlichkeit mehr mit dem Original, wobei Nestroy besonderes Gewicht auf den Unterschied der wienerisch-zivilen Redeweise Kilians im Gegensatz zur pathetisch-militärischen seines Bruders und dessen Kameraden legte.
Für Nestroy war die Vorlage nur Basis für eine krasse Überzeichnung der Personen und Situationen. Dem tollkühnen Hermann („Mein Wahlspruch heißt: Nur Gefahr!“), dem rachsüchtigen Löwenschlucht, der überzogenen, süßlichen Sentimentalität der „33-jährigen Unschuld“ Cordelia – alles satirisch überzeichnete Karikaturen – steht der einfache, sympathische, wenn auch schüchterne Kilian gegenüber, der selbst seiner Angebeteten kaum die Heirat anzutragen vermag:
„Die Beredsamkeit ist der Schneider, der die Gefühle in Worte kleiden soll, ich hab' aber den Schneider nicht […]“ (I. Act, 4te Scene)
Doch obwohl Kilian ein eher passiver Held ist, löst er mit Anstand das Problem, seinem Bruder zu helfen und ihm die drohende Bestrafung zu ersparen.
Nestroy beschäftigte sich mit dem Stück längere Zeit und schuf dazu einige variantenreiche Vorarbeiten. Obwohl im von den zeitgenössischen Kritikern häufig erwähnten Roman Kriegerische Abentheuer eines Friedfertigen (1811) von Heinrich Zschokke (1771–1848) kein direkte Vorlage zu sehen ist, hat die Titelfigur Tschokkes, der Gelehrte Ferdinand, Ähnlichkeiten in seiner pazifistischen Haltung mitten in den Wirren der Napoleonischen Kriege mit Kilian.
Johann Nestroy spielte die beiden Zwillingsbrüder Kilian und Hermann Blau, Wenzel Scholz den Bedienten Peter, Alois Grois den Sergeanten Schlag. Wie schon mit der Sepherl in der Verhängnisvollen Faschingsnacht wurde das „süße Mädel“ – wie dieser Rollentyp später hieß – Mamsell Roserl von Eleonore Condorussi gespielt, diesmal allerdings nicht ganz so süß, sondern eher recht resolut.
Ihre Lebenseinstellung spricht Roserl deutlich aus:
„Bey Männern giebt's keine Menschenkenntniß denn wenn man's kennt, so lernt man s’ als Unmenschen kennen.“ (I. Act, 13te Scene)
Eine Originalhandschrift Nestroys mit einem Umschlagbogen, der Titel und Personenverzeichnis beinhaltet, sowie vier von ursprünglich fünf inliegenden Text-Bogen (der vorletzte fehlt), ist erhalten; außerdem drei weitere Originalmanuskripte mit Einzelszenen und Couplets.
Die Originalpartitur von Adolf Müller ist ebenfalls noch vorhanden.

## Zeitgenössische Rezeption
Die zeitgenössische Kritik war sehr positiv, nahezu enthusiastisch, es gab nur wenige kritische Stimmen.
Am 17. Jänner schrieb Heinrich Joseph Adami in der Wiener Theaterzeitung von Adolf Bäuerle (Nr. 15, S. 62–63) durchaus positiv (nachdem Nestroy am 13. Jänner Bäuerle brieflich gebeten hatte, den ihm sehr übel gesinnten Kritiker Tuvora „von der Beurteilung meines Stückes auszuschließen.“):
„Nestroys neueste Posse, wenn auch gerade keine seiner vorzüglichsten, und dem Tadel von mancher Seite her zugänglich, enthält gleichwol des Trefflichen nicht wenig. […] Eine Masse von Witz, Satyre, pikanten Einfällen, und komischen Pointen, namentlich in allen jenen Scenen, worin Nestroy selbst beschäftigt ist, erhält den Zuhörer in einem fast ununterbrochenen Gelächter, und es gehört viel Aufmerksamkeit dazu, von diesen Schlag auf Schlag einander folgenden Wechselreden nichts zu überhören, und seine Beziehung alsogleich aufzufassen.“
Die Kritik des Humorist vom 17. Jänner (Nr. 13, S. 51–52) Nestroy habe wieder einmal eine französische Vorlage verwendet, ist nicht ganz nachvollziehbar, da zu jener Zeit die meisten Wiener Autoren sich dieser Quelle bedienten. Die vielfältigen Beziehungen zwischen Paris und Wien sowie die Vitalität des Pariser Theaterlebens, das von der wesentlich freundlicheren Zensur partizipierte, war Grund genug dafür. Noch dazu war Französisch zu dieser Zeit die weitverbreitetste Fremdsprache im deutschsprachigen Raum.
Ebenfalls begeistert klang die Rezeption im Wanderer vom 17. Jänner (Nr. 15, S. 58–59), der berichtete:
„Vorgestern wurde den Freunden lokal-komischer Muse in diesem Hause wieder ein wahres Fest bereitet.“
Sogar der manchmal Nestroy gegenüber recht kritische Sammler vermerkte am 20. Jänner (Nr. 11, S. 43–44):
„Es sind nun volle neun Monate abgelaufen, dass Nestroy, der bedeutendste unserer Volksdichter  die Lokalposse mit seiner durch und durch gelungenen 'Faschingsnacht' beschenkte […] aber darum auch Zeit genug, dass Nestroy ein reifes Werk schaffen konnte.“

## Spätere Interpretationen
Otto Rommel vermerkt, dass dieses Werk in die lange Reihe der Verwechslungskomödien gehöre, die schon mit den Menaechmi (Die beiden Zwillinge) von Plautus in der römischen Antike begonnen habe (Rommel nennt hier offenbar irrtümlich Terenz als Verfasser!). Das Stück Nestroys sei als Beweis des „rivallosen Talentes des Verfassers“ (Zitat) begeistert begrüßt worden.
Franz H. Mautner nennt diese Posse das Gegenstück zur Verhängnisvollen Faschingsnacht, denn sie sei die zweite, die von der Ehre handle und bilde mit ihr den Beginn der sogenannten klassischen Possen.
Jürgen Hein beschäftigt sich besonders mit den Couplettexten:
„Die spezifisch neuen Couplets Nestroys finden sich erst seit dem Jahr 1840, etwa in den Stücken ‚Der Färber und sein Zwillingsbruder‘, ‚Der Erbschleicher‘ und ‚Der Talisman‘. Mit diesen Stücken beginnt auch die eigentliche Ausbildung der ‚Posse mit Gesang‘.“
Das sei gleichzeitig mit einer „Verschärfung der satirischen Sozialkritik und Differenzierung der Spielwelt verbunden.“
Louise Adey Huish stellt fest, dass Nestroy vor dem Verfassen des Färbers aus persönlichen Gründen längere Zeit nichts geschrieben habe – das neue Stück sei deshalb „vom neuigkeitssüchtigen Publikum enthusiastisch aufgenommen“ worden. Deshalb wurde es vermutlich zu dieser Zeit kaum Gegenstand kritischer Auseinandersetzungen; erst im 20. Jahrhundert wäre es „zum größten Teil als heitere Komödie der Sprache abgetan worden“. Das hinderte allerdings nicht, es als Schwank einzuordnen, der durchaus verdiene, ernst genommen zu werden.